# Acquaro
Acquaro község (comune) Olaszország Calabria régiójában, Vibo Valentia megyében.

## Fekvése
A megye déli részén, az Amello völgyében (a Mésima mellékfolyója) fekszik. Határai: Arena, Dasà, Dinami, Fabrizia, San Pietro di Caridà és Gerocarne.

## Története
A települést a hagyományok szerint pásztorok alapították a 7. században. Nevét az Amello bő vízhozamának köszönheti. A középkorban nemesi birtok volt, közigazgatásilag a szomszédos Dasàhoz tartozott. 1928-ban vált önálló községgé.

## Népessége
A népesség számának alakulása:

## Főbb látnivalói
- Santa Maria dei Latini-templom
- San Giuseppe-templom
- Fontana di Nettuno (Neptun kútja) - a település fő terét díszítő kút